# Veronica Gianmoena
Veronica Gianmoena, née le 25 octobre 1995 à Cavalese, est une coureuse italienne du combiné nordique, précédemment active en saut à ski. 

## Carrière

### Saut à ski
Gianmoena, qui a commencé le saut à ski très tôt, remporte la médaille d'argent aux Championnats du monde minimes en Italie de 2007 avant de remporter la médaille d'or en 2009. Le 8 août 2009, à seulement treize ans, elle fait ses débuts en Coupe continentale en août 2009. À Bischofsgrün, elle se classe 61e, ce qui ne lui permet pas de marquer de points en Coupe continentale. De plus, lors de sa première compétition d’hiver pour la saison 2009/10, elle n’a pas pu se hisser à une place rapportant des points. 
Aux Championnats du monde junior de ski nordique 2010 à Hinterzarten, Gianmoena a atteint le 39e rang au classement individuel. Après plusieurs débuts infructueux en Coupe Continentale, elle a également réussi à se classer à la 42e place des Championnats du monde junior de ski nordique 2011, un an plus tard. Deux semaines plus tard, à Zakopane, elle remportait sa 30e place en inscrivant son premier point en Coupe continentale, ce qui la mettait à égalité avec Avery Ardovino, Daniela Haralambie, Yuka Kobayashi et Nina Lussi au 87e rang du classement général. 
Aux Jeux olympiques de la jeunesse d'hiver de 2012 à Innsbruck, Gianmoena a terminé 12e en épreuve individuelle et 10e par équipes. Quatre semaines plus tard, lors des Championnats du monde junior de ski nordique 2012 à Erzurum, elle a retrouvé la 42e place, comme l'année précédente. 
Après deux compétitions à Villach dans le cadre de la Coupe FIS (en) en juillet 2012 au cours desquelles elle a pu rentrer dans les points, elle a débuté en Coupe OPA (en) et a atteint en septembre la première place du classement parmi les dix meilleures à Einsiedeln. Aux Championnats du monde junior de ski nordique 2013 à Liberec, elle a pu améliorer considérablement sa performance après deux ans et se classe au 26e rang sur tremplin normal. 
Le 16 février 2013, Gianmoena fait ses débuts dans la Coupe du monde de saut à ski. À Ljubno, elle a atteint les 40e puis 39e places, donc ne marque pas de points. Cependant, pour la saison 2013/14, elle a de nouveau été sélectionnée en équipe C et n’a donc pas sa place assurée en Coupe du monde ou en Coupe continentale. 

### Combiné nordique
Gianmoena fait ses débuts en Coupe continentale féminine le 20 janvier 2018 à Rena (Norvège) ; lors de cette étape, elle se classe 5e puis 4e. Elle fera de même un mois et demie plus tard, lors de l'étape de Nijni Taguil.
Lors de la saison suivante, elle commence à Steamboat Springs par une quatrième place, puis obtient le lendemain son premier podium avec une troisième place. La semaine suivante, à Park City, elle se classe cinquième de chaque course. Elle aura moins de succès lors de l'étape d'Otepää : elle s'y classe 8e. Le 16 février, après une deuxième place au concours de saut, elle se classe 5e de l'épreuve de Coupe continentale de Rena.
Le 24 août 2019, à Oberwiesenthal (Allemagne), lors du Grand Prix d'été, elle remporte, aux côtés d'Annika Sieff, de Samuel Costa et Alessandro Pittin, la toute première épreuve mixte par équipes de combiné jamais organisée. Elle est aussi troisième en individuel à Oberhof lors de cette saison du Grand Prix.
En 2018 et 2019, elle remporte les deux premiers titres de championne d'Italie de combiné nordique.
Elle est huitième de la première course de Coupe du monde féminine de combiné, disputée à Ramsau en décembre 2020.

## Palmarès

### Coupe du monde
Elle compte dix départs en Coupe du monde, mais aucun résultat dans le top trente.

### Championnats du monde
Aux Championnats du monde 2019, elle est huitième dans la compétition par équipes féminine.

### Combiné nordique

#### Coupe du monde
- Meilleur résultat individuel : 8e.

#### Différents classements en Coupe du monde
| Année     | Classement général final |
| 2020-2021 | 8e                       |
| 2021-2022 | 11e                      |
| 2022-2023 | 15e                      |

#### Coupe continentale
- Meilleur classement général : 4e en 2018 et 2019.
- 1 podium individuel.

#### Grand Prix
- Meilleur classement général : 5e en 2019.
- 1 victoire par équipes.
- 2 podiums individuels.